# 夜のテレビジョン
『夜のテレビジョン』(よるのテレビジョン)とは、2014年6月7日より月一回生放送（予定）の山口一郎(サカナクション)と星野源(SAKEROCK)による、日本のUstream番組である。
前身番組はサケノサカナ。

## 概要
2011年3月より放送されていたUstream番組『サケノサカナ』の後継番組である。2014年6月7日に前身番組からのリニューアルがおこなわれ、第1回が生放送された。山口と星野が所属するレーベルであるビクターエンタテインメント側が『サケノサカナ』を商業化したいという意向から番組が変更された。『夜のテレビジョン』という名前の由来は、山口が書く曲名には『夜の』という曲が多いため、そこからつけられた。
Twitterのハッシュタグは、「#yorutele」。

## 放送内容
前身番組である『サケノサカナ』とは番組名が変わっただけで、全くといっていいほど変わっていない。二人が大量のお菓子を囲み、それらを食べながら、近況報告、プライベートや趣味、お勧めのもの紹介、果ては音楽に関する深い話し合いする。最後には二人の弾き語りが行われる。

### ゲームコーナー
番組の中盤に設けられているコーナー。前身番組から山口の意向で行われており、山口曰く「あんだけ嫌だって言ってた」というように星野はこのコーナーの間に視聴者数が減ることを懸念している。前身番組より広い場所と多くの予算を割いてもらえることから、山口はコーナーの更なる充実を目論み、星野のこのコーナーへの意識も若干前向きになった。第1回はビクターエンタテインメント社内をコースにしたパターゴルフが行われた。

### タイトルコール
山口と星野のどちらかが、「今夜も！」とコールしたら、もう片方が「ワクワク！」と言い、一拍を置いて、「夜テレ！」と拳を突き上げながらタイトルコールをする。同時に視聴者は、Twitterでハッシュタグ#yoruteleをつけて、「夜テレ！」と呟くことが二人によって提唱された。

## 過去の放送
| 放送日       | 放送回 | 放送場所                       |
| ------------ | ------ | ------------------------------ |
| 2014年6月7日 | 第1回  | ビクターエンタテインメント社内 |

## 関連リンク
- https://www.jvcmusic.co.jp/yorutele/ ビクターエンタテインメントによる特設ページ
- http://www.ustream.tv/channel/yorutele Ustreamの「夜のテレビジョン」放送ページ